# Atlantischer Lachs
Der Atlantische Lachs (Salmo salar) gehört zur Gattung der Lachse und lebt größtenteils im Atlantischen Ozean. Im Spätherbst ziehen die Lachse jedoch weit die Flüsse Europas und Nordamerikas hinauf, um an den Oberläufen zu laichen. Die Fische können bis zu 1,5 Meter lang werden und benötigen zum Laichen Kiesgründe. Am Ende dieser „Laichwanderungen“ legen die Weibchen ihre Eier ab, und die Männchen befruchten diese. Da die Wanderung und der Laichakt für die Tiere sehr anstrengend ist und sie zudem häufig auf dem Weg keine Nahrung aufnehmen, stirbt der größte Teil der Lachse an Erschöpfung oder dadurch begünstigten Krankheiten, bevor er das offene Meer wieder erreicht.
Die Jungfische schlüpfen je nach Wassertemperatur nach ein bis fünf Monaten. Im Alter von etwa einem Jahr sind sie stark genug, um in die Ozeane zu wandern. Nach einigen Jahren kehren auch sie wieder zu ihrem Schlupfort zurück, um ihrerseits dort zu laichen.
Der Atlantische Lachs ist in Deutschland 1992, 2000 und 2019 sowie in der Schweiz 2015 zum Fisch des Jahres ernannt worden.

## Beschreibung
Atlantische Lachse sind nach zwei Jahren im Meer durchschnittlich 71–76 cm lang und 3,6–5,4 kg schwer, wobei einzelne Exemplare auch größer werden können.
Die Färbung junger Atlantischer Lachse gleicht nicht der adulten Färbung. Während sie im Süßwasser leben, haben sie blaue und rote Punkte. In der Reifephase nehmen sie einen silbrig-blauen Schimmer an. Die adulten Tiere erkennt man am besten an den mehrheitlich oberhalb des Seitenlinienorgans liegenden schwarzen Punkten. Die Schwanzflosse ist jedoch gewöhnlich nicht gepunktet. In der Paarungszeit nehmen Männchen eine leicht grüne oder rote Färbung an. Der Lachs hat einen spindelförmigen Körper und gut entwickelte Zähne.

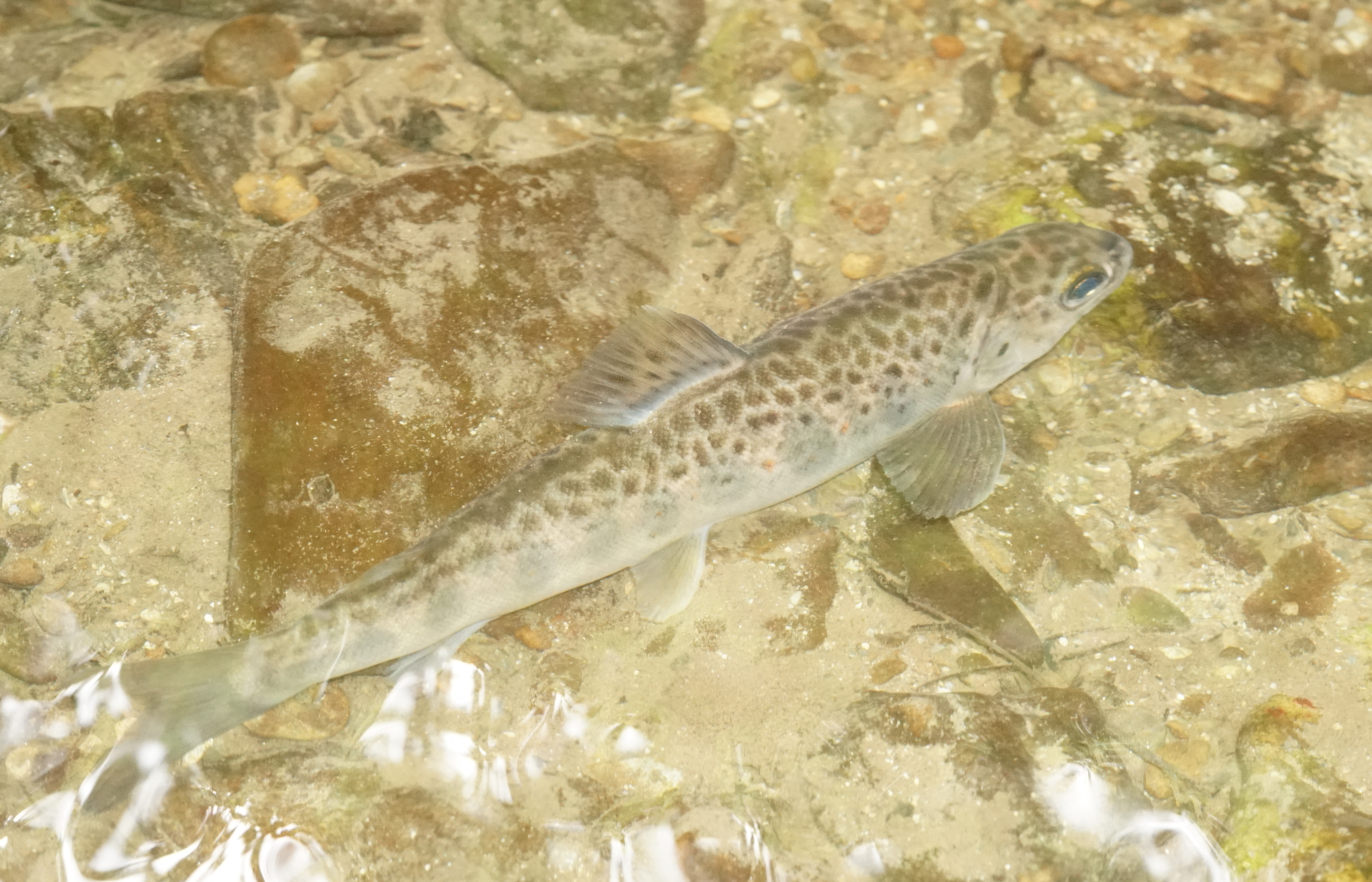
Junger Atlantischer Lachs

## Namen
Neben den Artnamen bestehen für den Atlantischen Lachs auch umgangssprachliche Bezeichnungen für die verschiedenen Altersformen. Als „Parr“ bezeichnet man Lachse, die höchstens zwei Jahre alt sind und sich von den „Smolts“ durch ihre „Parr–Zeichnung“ (dunkle senkrechte Balken auf den Flanken) unterscheiden. In älteren Aufzeichnungen werden solche Junglachse auch „Sälmling“ genannt. Als „Smolt“ bezeichnet man junge Lachse (aber auch Meerforellen) auf ihrer ersten Reise ins Meer. In diesem Stadium sind die Fische meistens überwiegend silberfarben. "Grilse" ist der Name der Lachse, wenn sie zum ersten Mal zum Laichen aus dem Meer zurück in die Oberläufe der Flüsse aufsteigen. Gewöhnlich hat der Lachs zuvor eineinhalb bis zwei Jahre im Meer verbracht. Zunächst kommt er als „Blanklachs“, bis er zum farbigen Lachs wird und die Männchen schließlich den Laichhaken, eine hakenförmige Aufwölbung des Unterkiefers („Hakenlachs“), ausbilden.

## Verbreitung und Lebensraum
Die Verbreitung des Atlantischen Lachses hängt von der Wassertemperatur ab. Wegen der globalen Erwärmung wird das baldige Verschwinden gewisser südlicher Populationen in Spanien und anderen warmen Ländern erwartet. Vor menschlichem Eingreifen waren Flüsse in Europa und an der Ostküste Nordamerikas die natürlichen Laichstätten des Atlantischen Lachses. Als Nordamerika von Europäern besiedelt wurde, wurden Eier mit dem Zug an die Westküste gebracht und dort in die Flüsse eingeführt. Es gab auch andere Bestrebungen, den Atlantischen Lachs in neue Siedlungsgebiete einzuführen, wie z. B. in Neuseeland. Weil es in Neuseeland keine geeigneten Meeresströmungen gibt, scheiterten die meisten dieser Versuche. In Neuseeland gibt es zumindest eine lokale Population des Atlantischen Lachses, die aber nie ins Salzwasser geht ("landlocked").

Verbreitung des atlantischen Lachses

Junge Lachse verbringen ein bis vier Jahre in ihrem Heimatfluss. Wenn sie groß genug sind (ca. 15 cm), machen sie eine physiologische Veränderung durch, bei der sie die an Flüsse angepasste Schutzfärbung mit großen grauen Punkten zu einer ans Meer angepassten Schutzfärbung mit schimmernden Seiten ändern. Sie unterliegen auch gewissen inneren Veränderungen, d. h. sie passen sich der veränderten Osmose beim Übergang von Süßwasser zu Salzwasser an. Am Schluss beenden die "Parr", die jungen Lachse, ihre Veränderungen mit dem Schwimmen mit dem Strom anstatt gegen den Strom. Wenn diese Verhaltensänderung stattfindet, werden sie nicht mehr "Parr", sondern "Smolt" genannt. Wenn die "Smolts" das Meer erreichen, folgen sie den Strömungen an der Meeresoberfläche und ernähren sich von Plankton oder Bruten anderer Fischarten, wie z. B. Hering. Während sie im Meer sind, können sie sich mit dem Seitenlinienorgan am Erdmagnetfeld orientieren.
Nach einem Jahr mit gutem Wachstum lassen sie sich von den Oberflächenströmungen zurück zu ihrem Heimatfluss transportieren. Es ist eine falsche Vorstellung, dass Lachse im Meer tausende Kilometer schwimmen, sondern sie „surfen“ mit Hilfe der Meeresströmungen. Wenn sie ihren Heimatfluss erreichen, erkennen sie ihn eventuell durch olfaktorische Wahrnehmung; nur 5 % der Atlantischen Lachse wandern den falschen Fluss hoch. Somit besteht der Lebensraum Atlantischer Lachse aus dem Fluss, in dem sie geschlüpft sind, und den Strömungen der Meeresoberfläche, die mit diesem Fluss in einem Kreislauf verbunden sind.
Im 20. Jahrhundert verschwanden wilde Lachspopulationen in vielen Flüssen wegen Überfischung und Lebensraumveränderungen wie z. B. Staustufen. Bis ins Jahr 2000 ist die Anzahl Atlantischer Lachse auf einen kritisch niedrigen Stand gefallen. Nach Angaben des IUCN schrumpfte die weltweite Population zwischen 2006 und 2020 um 23 Prozent. Der IUCN weiterte daher die Einstufung „gefährdet“ auf die weltweite Population dieses Fischs aus – diese Einstufung hatte zuvor bereits für die europäische Population des Atlantischen Lachs gegolten.

## Lebenszyklus und Wanderung
Die meisten Atlantischen Lachse folgen einem laichplatzbezogenen Wanderungsschema, in dem die Ernährung und das Wachstum größtenteils im Salzwasser stattfindet. Zum Laichen hingegen kehren adulte Lachse zurück in einheimische Süßwasserflüsse, in denen die Jungtiere aus den Eiern schlüpfen und verschiedene Wachstumsphasen durchlaufen.
Atlantische Lachse brauchen kein Salzwasser. Es gibt Beispiele von Populationen, die ausschließlich im Süßwasser leben (“landlocked”). In Nordamerika sind diese Lachsstämme bekannt als „ouananiche“.

### Süßwasser-Phase
Die Süßwasser-Phase Atlantischer Lachse variiert je nach Flusslage zwischen einem und acht Jahren.
Das erste Stadium ist das „alevin“-Stadium, in welchem die Fische in der Brutstätte bleiben und sich von den verbliebenen Nährstoffen aus dem Dottersack ernähren. Während dieser Phase entwickeln sich ihre Kiemen und sie werden aktive Jäger. Als Nächstes kommt das „fry“-Stadium, in dem die Fische wachsen und die Brutstätte verlassen, um Futter zu suchen. In dieser Zeit gehen sie in Regionen mit höherer Beutekonzentration. Das finale Süßwasserstadium ist ihre Entwicklung zum „Parr“, wo sie sich auf die Wanderung in den Atlantischen Ozean vorbereiten.
Während dieser Zeit sind Atlantische Lachse sehr anfällig gegenüber Räubern. Fast 40 % werden schon allein von Lachsartigen gefressen. Weitere Räuber sind andere Fische und Vögel.

### Salzwasser-Phase
Wenn „Parrs“ sich zu „Smolts“ entwickeln, beginnen sie ihre Wanderung in den Atlantischen Ozean, welche größtenteils zwischen März und Juni stattfindet. Die Wanderung ermöglicht eine Akklimatisierung an die sich ändernde Salinität. Wenn sie bereit sind, verlassen die jungen „Smolts“ den Heimatfluss. Dafür bevorzugen sie Ebbe.
Wenn sie ihre Heimatflüsse verlassen haben, durchlaufen sie während ein bis vier Jahren im Ozean eine Periode schnellen Wachstums. Typischerweise wandern Atlantische Lachse von ihren Heimatflüssen zu einer Region in der Kontinentalplatte von Westgrönland. Während dieser Zeit sind sie speziell gefährdet durch Räuber, wie z. B. Mensch, Robbe, Grönlandhai, Rochen, Dorsch und Heilbutt. Gewisse Delphine wurden beobachtet, wie sie mit toten Lachsen spielten, aber es ist noch unklar, ob sie sie auch fressen. Sobald sie mehr als 250 g wiegen, sind sie nicht mehr leichte Beute für Vögel und andere Fische, obwohl Kegelrobben und Seehunde sie weiterhin jagen. Die Überlebensrate beträgt jetzt zwischen 14 und 53 %.
Dann sind die Atlantischen Lachse auch groß genug und bereit, in ihr ursprüngliches Süßwasserhabitat zurückzukehren. Sie wechseln ins "grilse"-Stadium. Nach Beginn der Wanderung in ihre Heimatgewässer hören die Lachse vor dem Laichen ganz mit Fressen auf. Es ist noch weitgehend unbekannt, inwiefern der Geruch – die exakte chemische Zusammensetzung des Flusses – eine wichtige Rolle für die Rückkehr des Lachses an seinen Heimatort spielt.

## Ernährung
Junge Lachse beginnen innerhalb weniger Tage sich selbst zu ernähren. Sobald der Dottersack aufgebraucht ist, beginnen sie zu jagen. Die Jungfische starten mit sehr kleinen wirbellosen Tieren und wenn sie größer werden, jagen sie gelegentlich auch kleinere Fische. Während dieser Zeit jagen sie auf dem Grund und in der Strömung. Gewisse fressen Lachseier. Die häufigste Nahrung sind Köcherfliegen, Kriebelmücken, Eintagsfliegen und Steinfliegen.
Als adulte Lachse ernähren sie sich von größerer Nahrung, wie z. B. arktischer Tintenfisch, Sandaal, Flohkrebs, Eismeergarnele und manchmal Hering. Die Größe ihrer Beutetiere nimmt enorm zu.

## Verhalten
Von "fry" und "parr" sagt man, sie seien territorial, aber es gibt keine konklusiven Nachweise, dass sie ihre Territorien verteidigen. Auch wenn sie untereinander Aggressivität zeigen, ist ihre soziale Hierarchie immer noch unklar. Oft bewegen sie sich als Schwarm weiter, wenn sie das Mündungsgebiet ihres Heimatflusses verlassen.
Adulte Atlantische Lachse gelten als viel aggressiver als andere Lachse und greifen eher andere Fische an. Man spricht von einem Problem, wenn Lachse eine invasive Bedrohung geworden sind und einheimische Lachse angreifen, so z. B. Königslachs und Silberlachs.

## Die Situation in Deutschland
In Deutschland war Salmo salar bis in das 20. Jahrhundert hinein heimisch. Er laichte in den Zuflüssen des Rheins, u. a. der Sieg. Der Rhein galt damals als wichtigster und größter Lachsfluss Europas. Noch heute erinnern Ortsnamen wie Salmtal sowie Wappen oder Gasthäuser an die damalige große Bedeutung des Rheinlachses.
Durch den Eingriff des Menschen in das Ökosystem der Fließgewässer ging die Lachspopulation stark zurück. Gründe waren Überfischung oder die Umgestaltung der Flüsse. Auch die Einleitung von Industrieabwässern verschlechterte die Lebensbedingungen für zahlreiche Fischarten. So verschwanden bis zur Mitte des 20. Jahrhunderts alle Lachse aus dem Rhein und seinen Zuläufen. Im Jahr 1950 verschwand dann auch der letzte Lachs aus der Sieg.
Im Jahr 1987 wurde von der Internationalen Kommission zum Schutz des Rheines (IKSR) das „Lachs-2000-Projekt“ beschlossen, welches den Lachs in deutschen Flüssen wieder heimisch machen sollte. Es war insofern erfolgreich, als die Wasserqualität stark verbessert werden konnte und erste Rekonstrukturierungsmaßnahmen eingeleitet wurden, z. B. der Beginn mit Entfernungen von Wanderhindernissen. Das Ziel des Nachfolge-Projekts „Lachs 2020“ sind Lachspopulationen, die sich im Rhein-System selbst erhalten können. Heute ist der Lachs wieder vereinzelt im Rhein und seinen Zuläufen sowie in der Elbe anzutreffen. Es wird aber noch Jahrzehnte dauern, bis es wieder selber reproduzierende Lachspopulationen gibt. Im Moment werden jährlich hunderttausende Junglachse ausgesetzt, wovon naturgemäß nur ein Bruchteil wiederkehrt.
In den baden-württembergischen Flüssen Kinzig, Alb und Murg fand man 2011 wieder laichende oder lebende Lachse bzw. mehrere Laichplätze. Auch in der Wupper laichen seit 2014 wieder Lachse.
Für Süßwasserhabitate wurde ihm gesetzlicher Schutz gemäß FFH-Richtlinie eingeräumt.

## Gentechnisch veränderte Lachse
Als erstes gentechnisch verändertes Tier, das zum menschlichen Verzehr bestimmt ist, könnte ein transgener Atlantischer Lachs verwendet werden. Die gv-Lachse mit dem Markennamen AquAdvantage verfügen über ein Gen für ein Wachstumshormon aus einer anderen Lachsart (Königslachs) und ein weiteres Gen aus der an kalte Meeresregionen angepassten Fischart Zoarces americanus. Durch diese zwei Gene produzieren die gv-Lachse mehr Wachstumshormone. Anstatt nach drei Jahren wird die Schlachtreife nach 16 bis 18 Monaten erreicht. Der Antrag wurde 1995 in den USA gestellt, und die von der FDA geforderten Sicherheitstests wurden absolviert (gv-Lachse sind laut FDA genauso sicher wie andere Lachse). Unter anderem musste sichergestellt werden, dass die gentechnischen Veränderungen stabil bleiben und keine negativen Auswirkungen auf die Tiergesundheit haben. Alle Tiere seien zudem weiblich und steril und sollen in abgeschlossenen Tanks gehalten werden, so dass eine unerwünschte Auskreuzung (theoretisch) nicht möglich ist.
Die US-amerikanische Food and Drug Administration (FDA) hat am 19. November 2015 somit erstmals ein genverändertes Tier als Lebensmittel zugelassen. Der Speisefisch mit dem Namen AquAdvantage Salmon wird von der US-Firma AquaBounty Technologies gezüchtet. Der transgene Lachs ist binnen 16 bis 18 Monaten ausgewachsen. Ohne Genveränderung dauert dies beim Atlantischen Lachs 30 Monate. Das US-Unternehmen betreibt Aufzuchtstationen in Kanada und Panama.